# Harpactea aeoliensis
Harpactea aeoliensis este o specie de păianjeni din genul Harpactea, familia Dysderidae, descrisă de Alicata, 1973.
Este endemică în Italia. Conform Catalogue of Life specia Harpactea aeoliensis nu are subspecii cunoscute.